# Crottin de cheval
Pour les articles homonymes, voir Crottin.

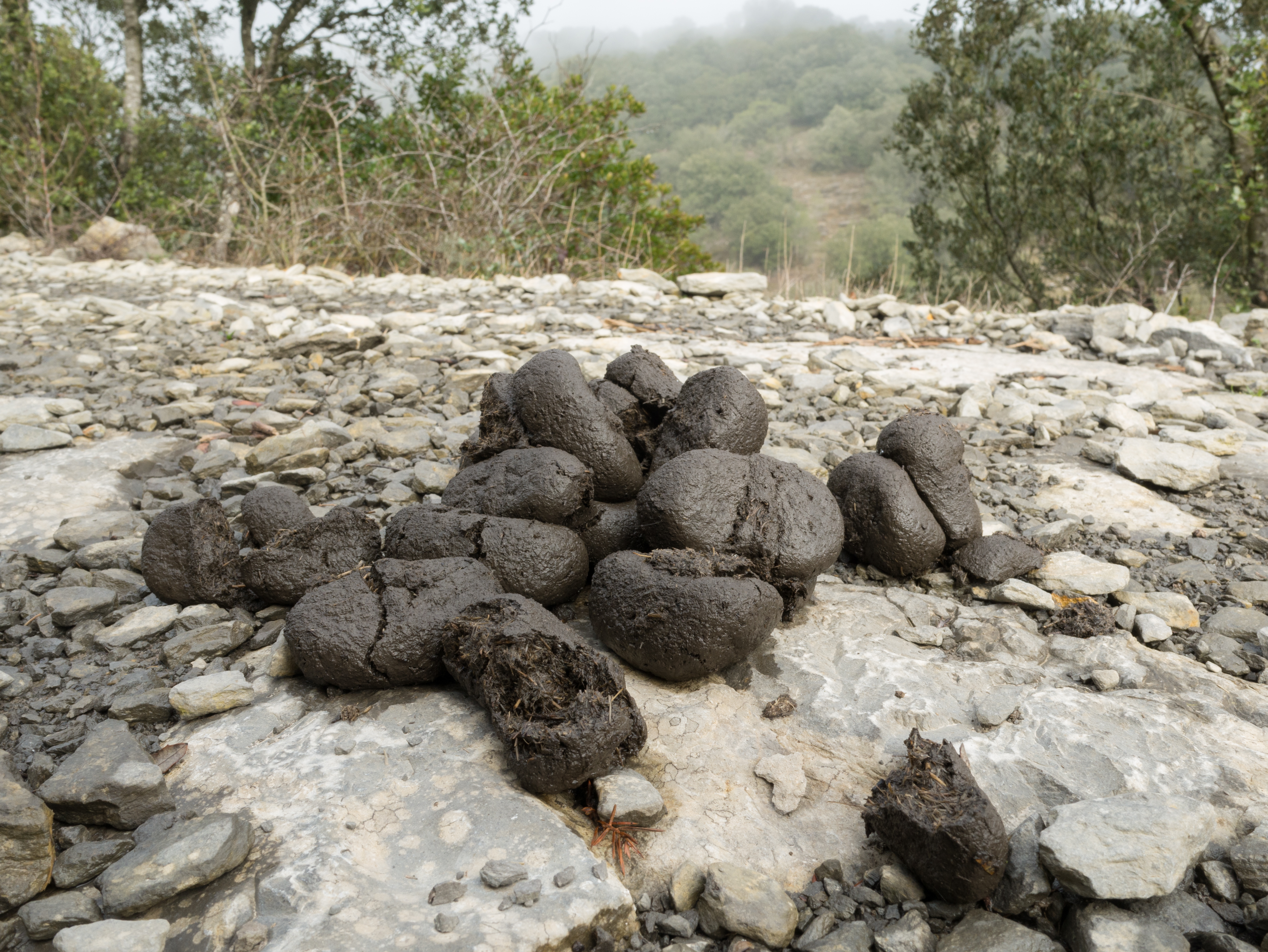
Crottin de cheval.

Le crottin de cheval désigne les matières fécales des chevaux. Il peut servir d'engrais, il était particulièrement simple de s'en procurer à l'époque où le cheval faisait partie de la vie quotidienne. 

## Santé du cheval

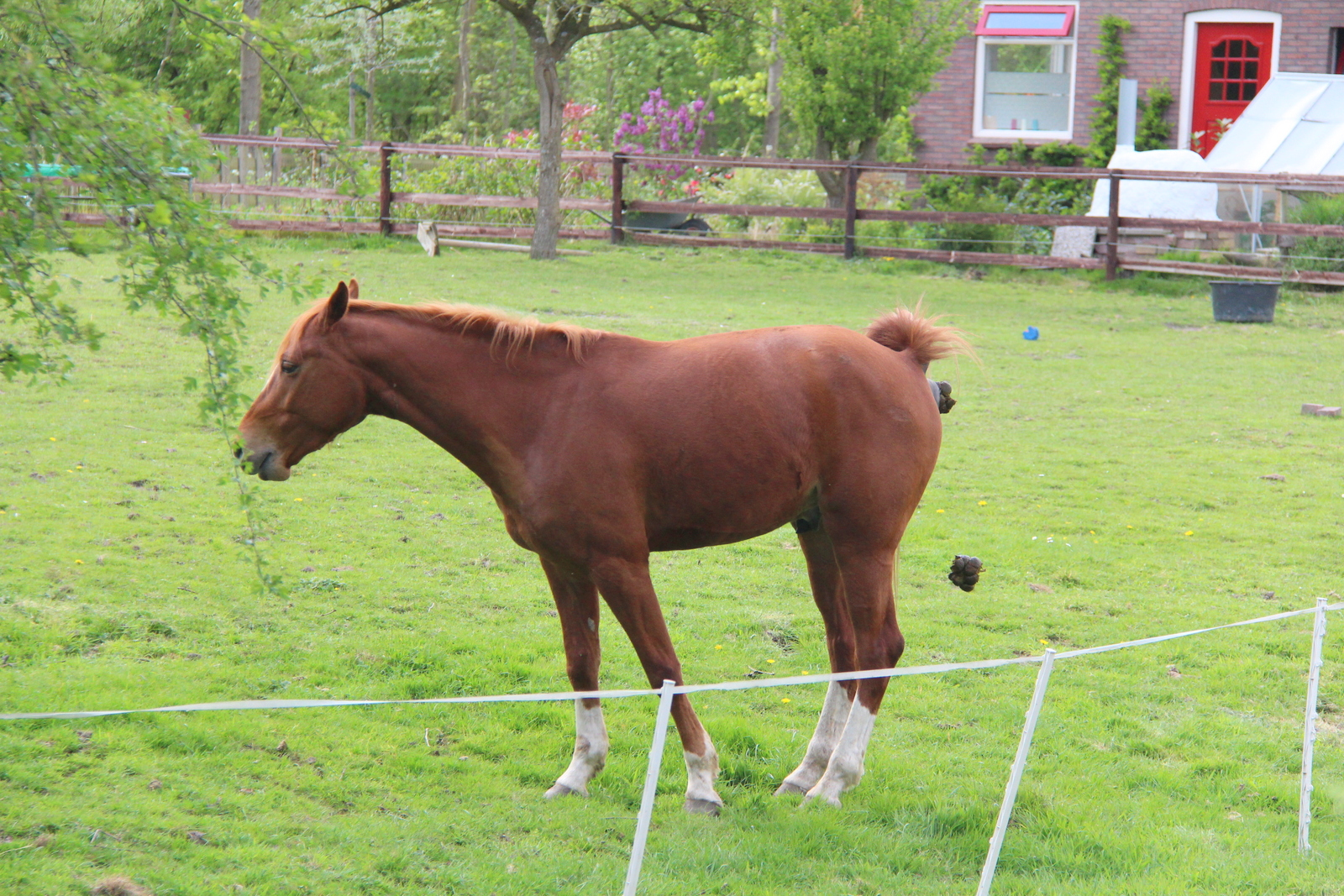
Cheval lâchant des crottins.

Lors d'une alimentation normale et d'une digestion active, un cheval devrait faire entre 7 et 10 crottins par jour avec des intervalles d'à peu près une heure. Si le cheval est nourri à l'herbe verte, les crottins sont généralement verts, ils sont un peu mous mais ils tiennent quand ils tombent par terre. Si le cheval est nourri au foin ou à la paille, les crottins sont plutôt marron foncé et plus durs. Il faut régulièrement vérifier la présence de larves ou de vers dans les crottins. Pour réduire les risques de vers, il convient d'enlever tous les crottins dans le pré. Il faut faire vermifuger un cheval au moins deux fois par an.
En fonction de son alimentation, un cheval peut excréter jusqu'à 50 kg de crottin par jour. Par rapport à la bouse produite par d'autres animaux, le crottin de cheval a peu d'odeur. Il est possible d'y trouver des éléments non digérés typiques de l'alimentation d'un herbivore. Sous un microscope optique, on peut encore facilement y reconnaître les fibres végétales individuelles.

## Valorisation

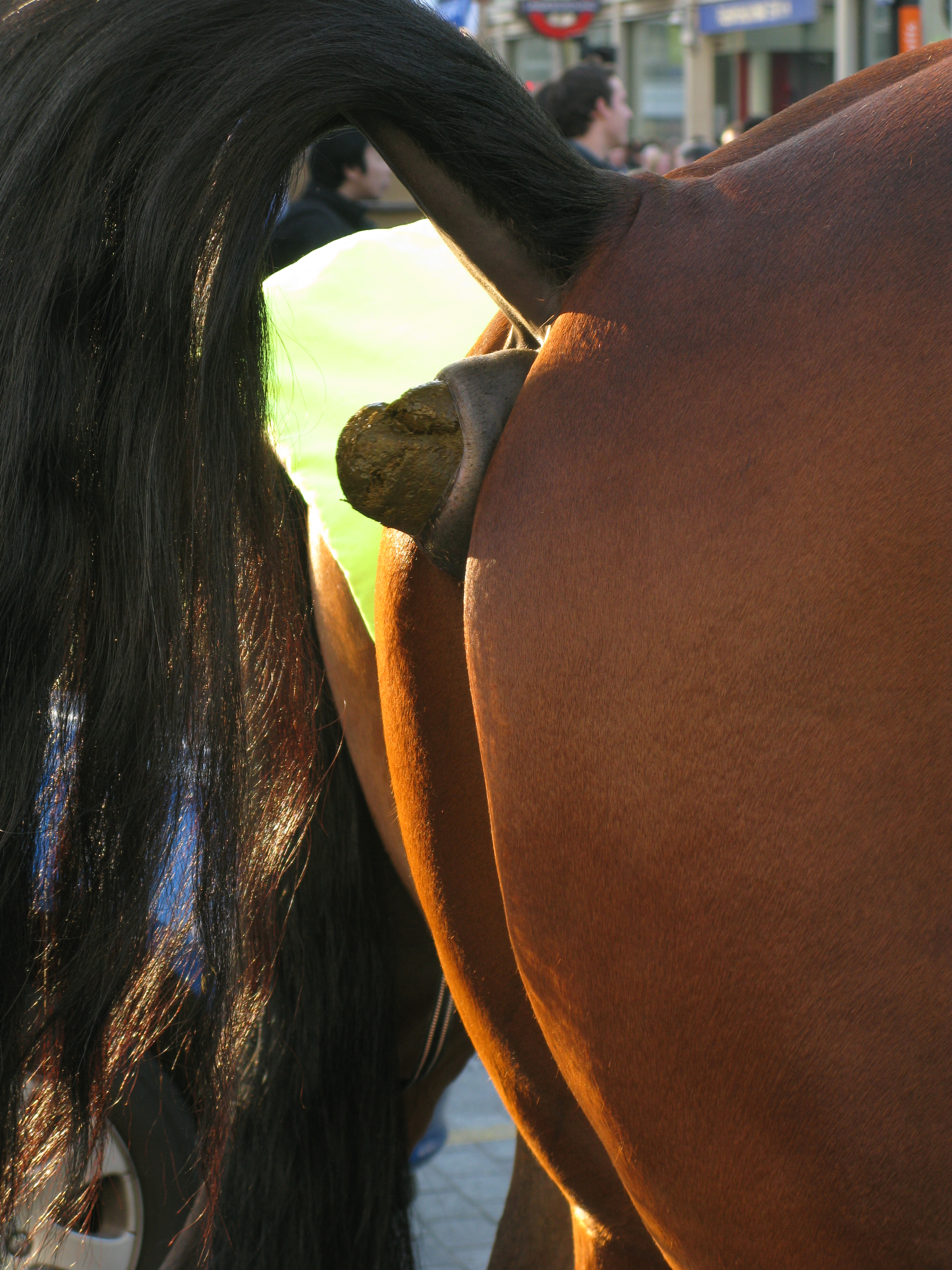
Excrétion de crottin de cheval.

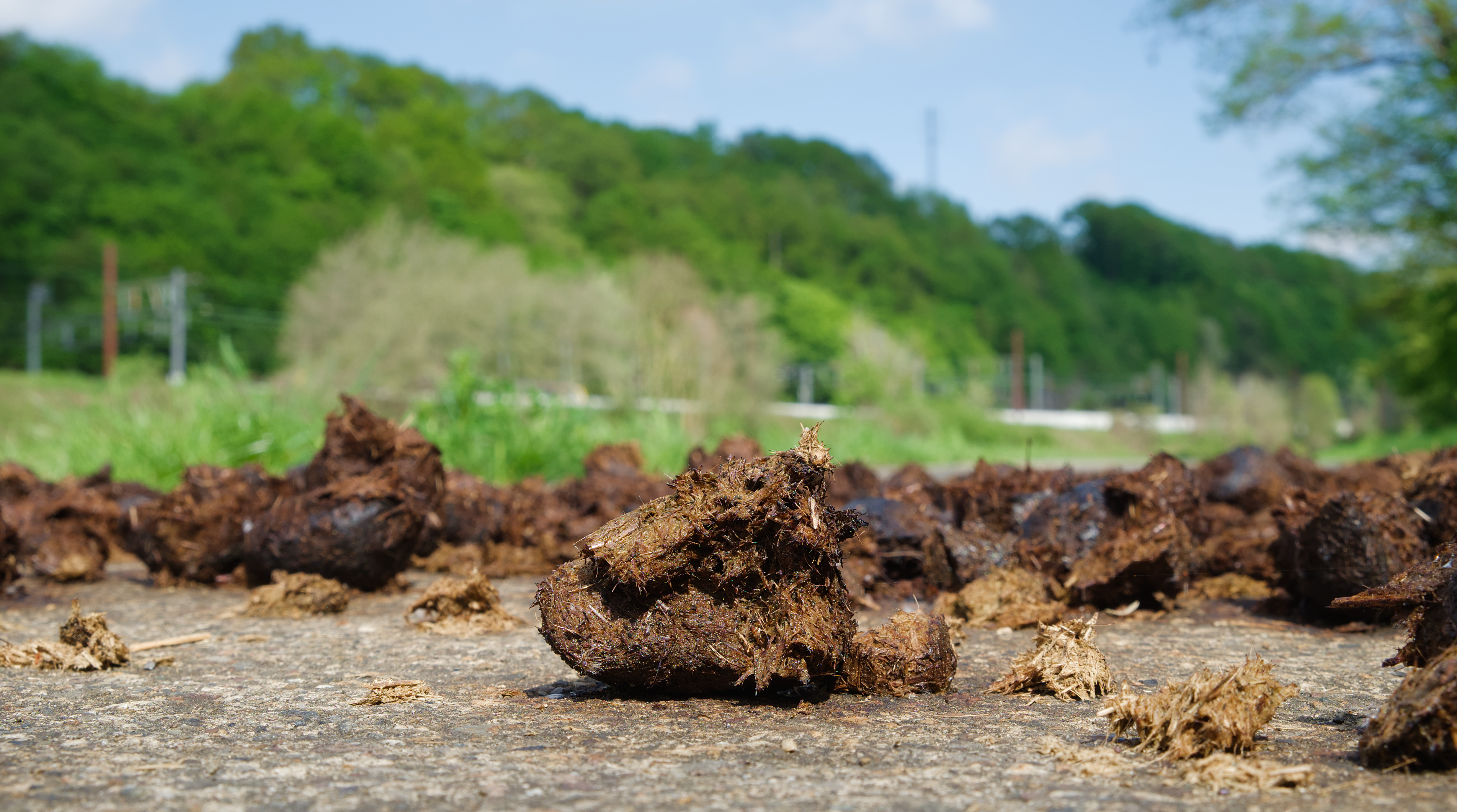
Crottin de cheval

Quand les chevaux étaient encore nombreux dans les villes, les moineaux venaient y trouver des graines non digérées par les chevaux. Il a aussi été utilisé pour la culture de champignons (notamment champignon de Paris). Le cheval n'étant plus un moyen de transport de tous les jours, il n'est plus très courant d'en trouver en ville. La plupart des calèches sont maintenant équipées de sacs à crottin qui rattrapent les matières fécales avant qu'elles ne tombent par terre, même si dans certaines villes ou parades les chevaux n'en portent pas. 
Dans les centres équestres et les fermes, les crottins des chevaux servent à fabriquer de l'engrais qui ira ensuite recouvrir les plantes et les arbres. Dans certains centres équestres, le crottin est stocké pour être vendu à des compagnies spécialisées en engrais. Le fumier de cheval, reste de litières contenant du crottin, est facilement valorisé, en particulier auprès des jardiniers amateurs.

## Crottin de cheval dans la culture
Le crottin de cheval est parfois cité parmi les ingrédients présents dans les mixtures des sorcières. 
Il est également présent dans les contes, par exemple comme récompense donnée par les nains qui se change ensuite en or. Il est cité posé sur un gril, comme méthode pour faire fuir les changelings. Dans un conte burkinabé, un enfant fait avaler une pépite d'or à son cheval, le chef lui demande à faire déféquer l'animal, ce qu'il fait en le frappant.